# Те-Галіна-Террітор (Іллінойс)
Те-Галіна-Террітор (англ. The Galena Territory) — переписна місцевість (CDP) в США, в окрузі Джо-Дейвісс штату Іллінойс. Населення — 1500 осіб (2020).

## Географія
Те-Галіна-Террітор розташований за координатами 42°23′36″ пн. ш. 90°19′33″ зх. д. / 42.39333° пн. ш. 90.32583° зх. д. (42.393431, -90.325818).  За даними Бюро перепису населення США в 2010 році переписна місцевість мала площу 30,38 км², з яких 29,48 км² — суходіл та 0,89 км² — водойми.

## Демографія
Згідно з переписом 2010 року, у переписній місцевості мешкало 1058 осіб у 527 домогосподарствах у складі 394 родин. Густота населення становила 35 осіб/км².  Було 2142 помешкання (71/км²).
Расовий склад населення:
| - 98,2 % — білих - 0,6 % — азіатів - 0,3 % — чорних або афроамериканців - 0,2 % — вихідців з тихоокеанських островів - 0,2 % — корінних американців |

До двох чи більше рас належало 0,5 %. Частка іспаномовних становила 1,6 % від усіх жителів.
За віковим діапазоном населення розподілялося таким чином: 8,3 % — особи молодші 18 років, 52,7 % — особи у віці 18—64 років, 39,0 % — особи у віці 65 років та старші. Медіана віку мешканця становила 62,6 року. На 100 осіб жіночої статі у переписній місцевості припадало 97,8 чоловіків;  на 100 жінок у віці від 18 років та старших — 98,8 чоловіків також старших 18 років.
Середній дохід на одне домашнє господарство  становив 141 307 доларів США (медіана — 92 721), а середній дохід на одну сім'ю — 161 514 долари (медіана — 94 333). За межею бідності перебувало 2,2 % осіб, у тому числі 0,0 % дітей у віці до 18 років та 0,4 % осіб у віці 65 років та старших.
Цивільне працевлаштоване населення становило 305 осіб. Основні галузі зайнятості: мистецтво, розваги та відпочинок — 17,4 %, освіта, охорона здоров'я та соціальна допомога — 16,4 %, науковці, спеціалісти, менеджери — 15,7 %.